# 斯普魯斯鎮區 (明尼蘇達州羅索縣)
斯普魯斯鎮區（英語：Spruce Township）是位於美國明尼蘇達州羅索縣的一個行政鎮區。

## 地方資料
斯普魯斯鎮區的面積為92.10平方千米，當中陸地面積為91.90平方千米，而水域面積為0.20平方千米。根據2020年美國人口普查的數據，當地共有人口582人，而人口密度為每平方千米6.32人。